# کیلتسا
کیلتسا (روسی: Кильца) یک منطقهٔ مسکونی در روسیه است که در استان آرخانگلسک واقع شده‌است.